# Fraxinus gooddingii
Fraxinus gooddingii — вид квіткових рослин з родини маслинових (Oleaceae).

## Опис
Це невелике дерево чи кущ. Вид, як правило, вічнозелений, з невеликими еліптичними листочками вздовж вузькокрилої осі.

## Поширення
Зростає в Північній Америці: Мексика (Сонора, Чіуауа); США (Аризона).
Росте на висотах від 1100 до 1700 метрів на скелястих схилах, підніжжях скель, арройо, каньйонах, на вапняку, в дубових і дубово-соснових лісах і чагарниках пустель.

## Використання
Відомості про використання цього виду невідомі.